# Гладкое (Васильевский район)
Гладкое (укр. Гладке) — село,
Подгорненский сельский совет,
Васильевский район,
Запорожская область,
Украина.
Код КОАТУУ — 2320985303. Население по переписи 2001 года составляло 97 человек.

## Географическое положение
Село Гладкое находится на расстоянии в 3 км от села Широкое.

## История
- 1830 — дата основания.